# Neoepiblèmids
Els neoepiblèmids (Neoepiblemidae) són una família extinta de mamífers rosegadors de la superfamília dels xinxil·loïdeus que visqueren a Sud-amèrica des del Miocè inferior fins al Pliocè superior, fa entre 2,6 i 20,4 milions d'anys. Se n'han trobat restes fòssils a l'Argentina, el Brasil, el Perú, Veneçuela i Xile. Eren animals herbívors i probablement semiaquàtics, igual que el capibara d'avui en dia. El gènere Phoberomys és un dels rosegadors més grossos de tots els temps, amb una llargada de cap a gropa de 2 m i un pes d'entre 200 i 700 kg, segons els criteris que es facin servir per estimar-lo.